# Église Saint-Michel d'Osijek
Pour les articles homonymes, voir Église Saint-Michel.
L'église Saint-Michel (en croate : Crkva svetog Mihaela) est une église catholique romaine située à Osijek, en Croatie. Elle est de style baroque.

## Histoire
Les Jésuites ont posé la première pierre le 31 juillet 1725 sur la fondation de la mosquée Kasimpaša, qui a été construite pendant la période ottomane à Osijek.
En 1734, la première messe a eu lieu dans l'église inachevée. En 1750, l'église est dédiée à saint Michel. Elle a été achevée en 1768 .
En 1991, pendant la guerre d'indépendance croate, l'église a été endommagée, mais en 1999 elle a été restaurée.

## Autels
L'église a 7 autels, qui ont été ajoutés au fil du temps.